# Give U My Heart
Give U My Heart är en låt inspelad med R&B-sångarna Babyface och Toni Braxton som soundtrack till den romantiska komedifilmen "Boomerang" från 1992. Duetten gavs ut som singel samma år och klättrade till en 29:e placering på USA:s singellista Billboard Hot 100 samt en andra plats på förgreningslistan Billboard Hot R&B/Hip-Hop Songs den låten som låg på första platsen på listan var ett annat soundtrack från filmen med Boyz II Men.
Sången kan hittas på två av Braxtons samlingsalbum; 2003:s Ultimate Toni Braxton och 2007:s The Essential Toni Braxton. Den släpptes även som B-sida på vissa utgåvor av Tonis singel från 1993, "Another Sad Love Song".

## Format och innehållsförteckningar
US 12" singel
- Side A:

1. "Give U My Heart" (Extended Remix) – 6:55
2. "Give U My Heart" (Album Version) (Pumped Up) – 4:59
3. "Give U My Heart" (Instrumental) – 5:00

- Side B:

1. "Give U My Heart" (Remix Radio Edit) – 4:15
2. "Give U My Heart" (Mad Ball Mix) – 4:10
3. "Give U My Heart" (Smooth & Wet Remix) – 4:15
4. "Give U My Heart" (Upscale R&B Remix) – 4:42

Holländsk 12" singel
- Side A:

1. "Give U My Heart" (Remix Radio Edit) – 4:15
2. "Give U My Heart" (Mad Ball Mix) – 4:10

- Side B:

1. "Give U My Heart" (Album Radio Edit) – 4:05
2. "Give U My Heart" (Extended Remix) – 6:55

## Listor
| Lista (1992)                         | Topp position |
| ------------------------------------ | ------------- |
| U.S. Billboard Hot 100               | 29            |
| U.S. Billboard Hot R&B/Hip-Hop Songs | 2             |